# Dante Corengia
Dante Corengia (fl. XX secolo) è stato un calciatore italiano, di ruolo centrocampista.

## Carriera
Dopo gli esordi con lo Sport Iris Milan, nella stagione 1926-1927 vince con la Pro Patria il campionato di Prima Divisione Nord, conquistando l'accesso alla Divisione Nazionale.
Negli anni successivi si trasferisce a Bari, dove nella stagione 1927-1928 ottiene la promozione in Divisione Nazionale con il Bari Football Club (Liberty), trasformatosi nel corso dell'anno in U.S. Bari, segnando 7 reti in 21 gare. Nel 1928-1929 disputa 29 partite mettendo a segno 6 gol in massima serie con la maglia del Bari.
In seguito veste le maglie di Trani, con cui tra le altre disputa 21 gare nel campionato di Prima Divisione 1930-1931 e funge da allenatore-giocatore nella stagione seguente, del Sora e del Bellator Frusino.